# 카누 슬라럼

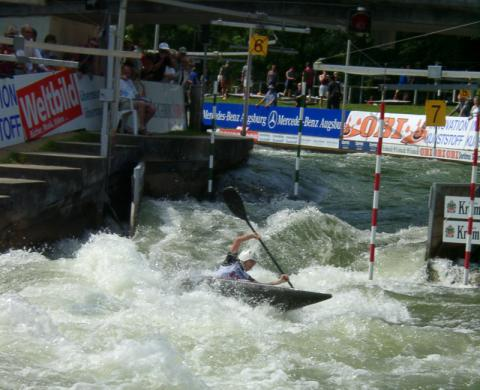
카누 슬라럼

카누 슬라럼 (이전에 화이트워터 슬라럼으로 알려짐)은 가능한 가장 빠른 시간에 강 유역의 하류 또는 상류 구간을 걸어서 스프레이 갑판 카누 또는 카약을 항해하는 것을 목표로하는 경쟁적인 스포츠이다. 

## 역사
유럽에서 카누 슬라럼이 시작되었고, 1940년대에는 국제 카누 연맹이 스포츠를 지배하기 위해 설립되었다. 초대 세계 선수권 대회는 1949년에 스위스에서 개최되었다. 1949년부터 1999년까지 세계 선수권 대회는 홀수년에 열렸으며, 2002년부터 하계 올림픽이 열리는 해를 제외하고 매년 개최되었다. 

## 같이 보기
- 올림픽 카누